# Симиренко Володимир Левкович
Володи́мир Левко́вич Симире́нко (29 грудня 1891, с. Мліїв, нині Городищенський район, Черкаська область — 17—18 вересня 1938, Курськ, Російська РФСР) — український помолог і селекціонер плодових культур в Україні, один із перших агроекологів та розробників дослідницької справи методології сучасного садівництва. Професор Київського політехнічного інституту, Уманського і Полтавського сільськогосподарських інститутів.
Жертва сталінських репресій.

## Життєпис
Народився 29 грудня 1891 року в с. Млієві, нині Городищенський район, Черкаська область, Україна (тоді Черкаський повіт, Київська губернія, Російська імперія) в сім'ї українського вченого-помолога Левка Симеренка. Онук Платона Симиренка, правнук Федора Симиренка.
1904–1910 — навчався в 7-й Київській гімназії.
З юнацьких років працював з батьком у саду та помологічному розсаднику в Млієві.
Під час Першої світової війни опікувався організацією та постачанням солдатських крамниць у Союзі земств і міст.
Після закінчення (1918) сільськогосподарського факультету Київського політехнічного інституту працював у відділі садівництва Міністерства земельних справ УНР.
1920 — очолив секцію садівництва та городництва Всеукраїнського сільськогосподарського комітету. На його пропозицію, на терені створеного батьком помологічного розплідника було засновано Мліївську садово-городню дослідну станцію та Центральний державний плодовий розсадник України. Директором цих установ призначили В. Симиренка (1921–1930 роки).
Довгий час очолював створену в 1923 році Всеукраїнську помологічну комісію при Наркомземі УРСР (тепер Державна комісія для сортовипробування плодових, ягідних культур і винограду), що функціювала на науковому підґрунті Мліївської дослідної станції садівництва.

У 1930–1933 роках — організатор і директор Всесоюзного науково-дослідного інституту південних плодових і ягідних культур у Китаєві (передмістя Києва; нині Український науково-дослідний інститут садівництва).

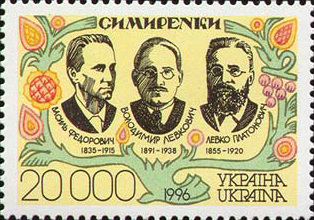
Володимир Симиренко на поштовій марці 1996 року (у центрі).

У 1920–1930-х роках викладав у Київському політехнічному інституті та Полтавському сільськогосподарському інституті. У 1932–1933 роках — професор Уманського сільськогосподарського інституту.
8 січня 1933 — заарештований. У квітні 1933 засуджений до розстрілу за участь у «антирадянській шкідницькій організації» з заміною ув'язненням у терміном на 10 років. 4 травня 1936 р. строк ув'язнення було зменшено до 5 років.
Листопад 1933 — кінець грудня 1937 року — перебував у Херсонській виправно-трудовій колонії.
У грудні 1937 року був достроково звільнений з колонії з формулюванням «за чесну працю і високі показники діяльності».
Після звільнення одразу поїхав до Москви у пошуках справедливості та підтримки друзів та однодумців. В москві на Курському вокзалі знову був заарештований, слідство тривало 10 місяців, складу злочину виявлено не було.
Симиренко був направлений у розпорядження тресту «Держплодорозсадник», його призначили агрономом в Обоянському розсаднику у Курській області.
30 березня 1938 року — заарештований втретє. Був звинувачений в організації контрреволюційної групи, яка ставила за мету повалення радянської влади і займалася шкідництвом та диверсіями на користь іноземних держав.
Постановою генерального прокурора НКВС СРСР від 2 вересня 1938 року засуджений до страти через розстріл. Присуд виконано в ніч з 17 на 18 вересня 1938 року. Місцем поховання Симиренка вважають урочище «Солянка» в міській зоні Курська. Разом з В. Симиренко зазнали репресій його колеги, зокрема, М. А. Гроссгейм.
Дружині і дітям Симиренка вдалося емігрувати до Канади.
Реабілітований посмертно в грудні 1957 року. Відомо, що за життя вчений не був ані шпигуном, ані контрреволюціонером, ані змовником. Натомість він наважився запропонувати альтернативні шляхи розвитку садівництва, які йшли в розріз з думкою тодішньої влади і особисто Сталіна.

## Наукова діяльність
Автор численних наукових і науково-популярних праць і статей з помології, серед інших зразкових підручників: «Садовий розсадник» (1929 рік), «Плодові сортименти України» (1930), «Часткове сортознавство плодових культур» (1932; 1242 сторінок машинопису; в рукописі).
По Першій світовій війні й революції був реконструктором садівництва в Україні; в його розсадниках було близько 40 000 гібридів плодових дерев і ягідних кущів (1928 рік).
Організував ряд середніх і вищих навчальних закладів і науково-дослідних інститутів садівництва, редагував садівничі журнали. У своїх працях Симиренко підкреслював, що садівництво треба розвивати насамперед на основі місцевих сортів, у другу чергу — на акліматизації привізних, а далі вже на розведенні нових різновидностей. У цьому та у поглядах на спадковість він розходився з офіційним в СРСР вченням і практикою російського генетика Івана Мічуріна.
Розробив систему поділу Всесоюзного науково-дослідного інституту садівництва на станції і повномасштабний план розвитку галузі по всьому Радянському Союзу. 14 липня 1930 року на зборах Президії Академії сільськогосподарських наук під керівництвом Миколи Вавілова, цей план був схвалений.

## Вшанування пам'яті
Вулиця Володимира Симиренка є у містах Нікополь, Миколаїв.

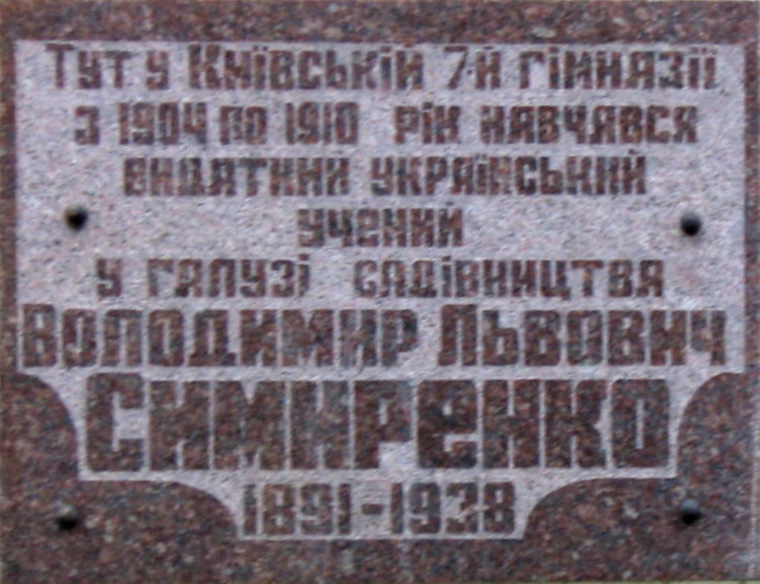
Меморіальна дошка Симиренку В. Л. на вулиці Михайла Коцюбинського у Києві